# Yukarıumutlu, Kemaliye
Yukarıumutlu là một xã thuộc huyện Kemaliye, tỉnh Erzincan, Thổ Nhĩ Kỳ. Dân số thời điểm năm 2010 là 57 người.